# Jean-Philippe Querton
 (novembre 2011).
Si vous disposez d'ouvrages ou d'articles de référence ou si vous connaissez des sites web de qualité traitant du thème abordé ici, merci de compléter l'article en donnant les références utiles à sa vérifiabilité et en les liant à la section « Notes et références ».
Jean-Philippe Querton est un écrivain belge francophone né à Bruxelles (Belgique) le 16 juin 1960, connu entre autres pour son goût pour les aphorismes et  jeux de mots.
Il a été marchand de gazettes, restaurateur, animateur de radio, aubergiste, présentateur de spectacles, caissier de station-service et éditeur.
En 2011, avec son épouse Styvie Bourgeois, il crée une petite maison d'édition, « Cactus inébranlable éditions ».
Il vit à Amougies, petit village du Hainaut occidental.

## Œuvres
- Le poulet aux olives, éditions Chloé des Lys, 2004
- Pronunciamiento, éditions Azimuts, 2005
- L'homme à la Chimay bleue, éditions Chloé des Lys, 2007
- Mortelle praline, éditions Chloé des Lys, 2007
- Les perdants, éditions Chloé des Lys, 2009
- Des capiteuses pensées, Cactus Inébranlable éditions, 2011
- Les trésors de la cuisine du Hainaut, Imprimerie provinciale du Hainaut, 2011
- La méthadone m'a tué, éditions Chloé des Lys, 2011